# انحصار چندتایی
انحصار چندتایی (به انگلیسی: Oligopoly) گونه‌ای از ساختار بازار است و به وضعیتی گفته می‌شود، که در آن تعداد فروشندگان (خریداران) بیش از واحد باشد و همچنین تعداد آن‌ها آنقدر زیاد نباشد که رفتار هر یک در مورد تعیین قیمت و مقدار، بر سود دیگران تأثیرگذار نباشد.
در بازار انحصار چندتایی، تعداد فروشندگان محدود است، معمولاً کالاهای (خدمات) تولیدی همگن نیستند و در نتیجه بحث تبلیغات وجود دارد، ورود به بازار و خروج از آن آزاد نیست و همچنین معمولاً اطلاعات خریداران با فروشندگان یکسان نیست و در بیشتر مواقع اطلاعات خریداران از فروشندگان کمتر است. مثال‌های بسیاری از این نوع بازار در دنیای واقعی وجود دارد. صنعت خودروسازی، موبایل سازی، بازار محصولات انرژی (نظیر نفت و گاز)، صنایع مواد غذایی و هواپیماسازی تنها نمونه‌هایی اندک از بازارهای انحصار چندتایی هستند. از آنجایی که در بازار انحصار چندتایی رفتار هر یک از بنگاه‌ها بر دیگری تأثیرگذار است، در نتیجه روش‌های رسیدن به قیمت و مقدار تعادلی معادل حداکثر سود، با توجه به تعداد فروشندگان، ساختار بازار، اطلاعات در دسترس و بسیاری عوامل دیگر متغیر است.
در انحصار چندتایی ممکن است تولیدکنندگان با تبانی اقدام به کنترل تولید و افزایش قیمت بزنند، مانند وضعیتی که در انحصار تک‌جانبه پیش می‌آید. اگر این تبانی به صورت رسمی درآید به آن کارتل می‌گویند. یکی از تأثیرگذارترین موارد اوپک است که در تعیین قیمت جهانی نفت خام تأثیرگذار است.

## ویژگی‌های انحصار چندتایی
شرایط بیشنیه‌سازی سود: در یک بازار انحصار چندتایی، هر گاه درآمد نهایی برابر با هزینه نهایی شود، سود بیشینه خواهد شد.
توانمندی تنظیم قیمت: شرکت‌های تولیدکننده در بازار انحصاری بین‌چندتایی، تنظیم‌کننده قیمت هستند و اینطور نیست که مانند بازارهای رقابت کامل، قیمت پذیر باشند.
ورود و خروج: موانع ورود در این حالت، بسیار زیاد است. مهم‌ترین موانع در این حالت، صرفه‌جویی به مقیاس، حق اختراع و دسترسی به تکنولوژی‌های پیچیده و گران و فعالیت‌های استراتژیک که توسط شرکت‌های انحصارگر جهت جلوگیری و تخریب شرکت‌های نوظهور در بازار انجام می‌شود.
تعداد شرکتها: در این حالت، تعداد شرکت‌ها به اندازه‌ای کم است که فعالیت یک شرکت، بر روی سایر شرکت‌ها تأثیرگذار می‌شود.
سودهای بلندمدت: شرکت‌های انحصارگرِچندتایی می‌توانند سودهای غیرعادی بلندمدتی را کسب کنند. موانع زیاد پیش روی تازه واردان مانع آن می‌شود که آن‌ها بتوانند وارد بازار شده و سود اقتصادی انحصارگران را به صفر نزدیک کنند.
تمایز در محصولات: در این نوع از بازارها، ممکن است محصولات استاندارد شده باشند، مانند فولاد یا ممکن است با یکدیگر متمایز باشند مانند اتومبیل.
اطلاعات کامل: در این حالت، شرکت‌های انحصارگر، از هزینه‌های خود و توابع تقاضا اطلاعات کامل دارند، ولی شاید از اطلاعات شرکت‌های دیگر اطلاعات کامل نداشته باشند. خریداران نیز اطلاعات ناقصی از قیمت و کیفیت محصولات دارند.
وابستگی متقابل: ویژگی‌های متمایزکننده بازار انحصار چندتایی، وجود وابستگی متقابل در آن است. در این نوع بازارها معمولاً چند شرکت بزرگ وجود دارند. هر شرکتی اینقدر بزرگ است که عملکرد آن بر شرایط بازار تأثیرگذار است. بنا براین، شرکت‌های رقیب از عملکرد شرکت دیگر مطلع بوده و به درستی عملکرد وی را پاسخ خواهند داد.
این موضوع بدان معنی است که هر شرکت، برای انجام هر عملی در بازار، باید پاسخ‌های رقبای خود را نیز در نظر بگیرد و متناسب با پاسخ‌های آنان فعالیت‌های خود را تنظیم کند. برای مثال، اگر شرکتی بخواهد تصمیم بگیرد که قیمت محصولات خود را کاهش دهد، می‌تواند تخمین بزند که رقبای خود نیز قیمت محصولات خود را بیشتر کاهش دهند و این منجر به یک رقابت شدید در قیمت شود. یا اگر شرکت بخواهد قیمت محصولات خود را افزایش دهد، باید تخمین بزند که رقبا، قیمت محصولات خود را افزایش می‌دهند یا کاهش خواهند داد. این موضوع نشان دهنده درجه بسیار زیاد وابستگی متقابل در بازارهای انحصار چندتایی است که در دیگر ساختارها وجود ندارد.
مثال بازار انحصار چندتایی در ایران، صنعت خودروسازی است که در آن تعداد کمی تولیدکننده و تعداد زیادی مصرف‌کننده وجود دارد.

## مدل‌های ایستای انحصار چندتایی
رقابت بین شرکت‌ها در بازار انحصاری مابین‌چندتایی ذاتاً یک موقعیت تعامل استراتژیک است که به همین منظور، بهترین ابزار برای تحلیل آن، نظریه بازی‌ها است. بخاطر اینکه این بحث به منزله اولین کاربرد نظریه بازی‌ها است، ما بر روی مدل‌های ایستای نسبتاً سادهٔ انحصار چندتایی بیشتر متمرکز هستیم که تنها یک دورهٔ تعامل رقابتی وجود دارد و شرکت‌ها اقدامات خود را با هم انجام می‌دهند.
ما با مطالعه یک مدل انتخاب‌های هم‌زمان قیمت توسط شرکت‌های با بازده ثابت نسبت به تکنولوژی مقیاس که به نام مدل برتراند شناخته می‌شود کارمان را آغاز می‌کنیم. این مدل ویژگی‌های خیلی خاصی را نشان ما می‌دهد، تنها با دو شرکت در یک بازار، ما یک نتیجه کاملاً رقابتی به دست آوردیم.
مدلسازی نظریه‌های بازی به انتخاب استراتژی‌ها و عملکردهای بازده بازیکنان، تقاضاها، ویژگی‌های تکنولوژیکی بازی و روند اساسی مسابقات برمی گردد. در ادامه سه مدل مهم را معرفی می‌کنیم: مدل رقابت قیمت برتراند، مدل رقابت مقداری کورنو و مدل هتلینگ

## مدل رقابت قیمت برتراند
در مدل رقابت برتراند فرض می‌شود که بنگاه‌ها در یک بازی همزمان قیمت فروش خود را تعیین می‌کنند. اگر قیمت یکسانی را پیشنهاد دهند، تقاضای محصول در آن قیمت بین آن‌ها تقسیم می‌شود و اگر قیمت‌های متفاوتی ارائه دهند همه بازار به بنگاهی می‌رسد که قیمت پایین‌تری را پیشنهاد کرده و مقدار تقاضای پیش روی او برابر با تقاضای کل بازار در همان قیمتی که پیشنهاد کرده خواهد بود.
برای تحلیل تعادل نش این بازی باید یک مجموعه استراتژی (مجموعه قیمت‌های پیشنهادی) برای مجموعه بنگاه‌ها در نظر بگیریم به گونه‌ای که هر کدام از آن‌ها با ثابت و دانسته فرض کردن قیمت‌های پیشنهادی دیگران، انگیزه تخطی از قیمت پیشنهادی خود را نداشته باشد.
اگر بنگاه‌ها دارای هزینه‌های نهایی ثابت و یکسانی باشند، در همهٔ تعادل‌ها، قیمت بازار برابر با هزینه نهایی آن‌ها خواهد شد و همگی سود صفر خواهند برد. چرا که اگر کمترین قیمت پیشنهادی از هزینه نهایی بالاتر باشد یک بنگاه انگیزه خواهد داشت که قیمتی اندکی پایین‌تر پیشنهاد کند و همه سود بازار را از آن خود کند. همین‌طور اگر پایین‌تر از آن باشد حداقل یک بنگاه در حال زیان است و انگیزه تخطی خواهد داشت. به عبارتی این مدل در این حالت خاص مانند بازار رقابت کامل می‌شود و هیچ رفتار استراتژیک یا تبانی ضمنی بین بنگاه‌ها به وجود نخواهد آمد.
اگر هزینه نهایی یکی از بنگاه‌ها از قیمت انحصاری بنگاه دیگر (قیمتی که اگر انحصار کامل داشت برایش بهینه بود) بیشتر باشد، تعادل جایی است که بنگاه کم هزینه قیمت انحصاری خود را پیشنهاد دهد و دیگری هر قیمتی بالاتر از آن را. در این حالت، مدل مانند انحصار کامل می‌شود و در واقع بنگاه پرهزینه هیچ اثری ندارد.
هم چنین اگر هزینه نهایی یکی از بنگاه‌ها بین هزینهٔ نهایی و قیمت انحصاری دیگری باشد، تعادل نش نداریم و این به وجود نداشتن کوچک‌ترین عدد مثبت نسبت داده می‌شود. به عبارتی هر قیمتی که یکی از آن‌ها پیشنهاد دهد، دیگری می‌خواهد اندکی پایین‌تر را پیشنهاد دهد حال آنکه این عدد وجود ندارد. البته با فرض گسستگی قیمت‌ها (که به عالم واقع نزدیک تر است) این مشکل حل می‌شود و قیمت بازار برابر با هزینهٔ نهایی بنگاه پر هزینه به دست می‌آید.

## رقابت مقداری کورنو
در این مدل فرض می‌شود که بنگاه‌ها به‌طور همزمان مقدار تولید را تعیین می‌کنند و حاضرند به هر قیمتی که بازار تقاضا کرد آن را بفروشند. طبیعتاً قیمت به صورتی تابعی از مجموع مقادیر بنگاه‌ها (تابع تقاضا) به دست خواهد آمد. تعادل نش مجموعه مقادیر پیشنهادی بنگاه هاست به گونه‌ای که هر کدام از آن‌ها با ثابت و دانسته فرض کردن مقادیر سایرین، انگیزهٔ تخطی نداشته باشند.
جوابی که از حل این مسئله به دست می‌آید، مقداری بین حالت رقابتی و حالت انحصار کامل و قیمتی بین حالت انحصار کامل و رقابتی خواهد بود. در واقع از نظر کارایی، خروجی این مدل از رقابت کامل بدتر و از انحصار کامل بهتر است.

## مدل هتلینگ
مدل هتلینگ به مدل رقابت انحصار مابین چندتایی در اقتصاد اشاره می‌کند که در آن ترجیحات مصرف‌کنندگان بر روی برندهایی از یک محصول یا مکان فروش محصول‌ها تعریف می‌شود.
در سال ۱۹۲۹، هتلینگ یک مدلی که نشان دهندهٔ رابطهٔ بین مکان فروش و قیمت محصولات بود را توسعه داد. وی در مدل خود یک مسیر مستقیم در نظر گرفت و تمام مصرف‌کنندگان را نیز یکسان و مشابه فرض کرد که به‌طور یکنواخت بر روی این مسیر توزیع شده‌اند. هر دوی مصرف‌کنندگان و بنگاه‌ها نسبت به تغییرات شرایط اقتصادی واکنش نشدان می‌دهند.
در این مدل بنگاه‌ها بر روی تمایز محصولات خود سرمایه‌گذاری نمی‌کنند. به عبارت دیگر تمام کالاها همگن در نظر گرفته می‌شوند و تنها تفاوت میان کالا مکان فروش آنهاست.
مثال:
فرض کنید مسیر موجود در مدل هتلینگ یک خیابان مستقیم با طول ثابت باشد و مصرف‌کنندگان به صورت یکنواخت در دو ربع a و b که بوسیلهٔ نقطهٔ مرکزی o تقسیم شده‌است، توزیع شده‌اند. مصرف‌کنندگان برای رسیدن به بنگاه یک هزینه زمانی و مالی به اندازه c می‌پردازند که به فاصله بنگاه با آن‌ها بستگی دارد. آن‌ها هیچ گونه ترجیحاتی بین محصولات بنگاه‌ها ندارند. در این سناریو دو بنگاه X و Y نیز وجود دارند که هرکدام می‌توانند بدون هزینه مکان خود را جابه‌جا کنند و محصول یکسانی را به فروش می‌رسانند. در این مثال هر دو بنگاه سعی می‌کنند مکان خود را طوری انتخاب کنند که سودشان بیشینه شود. بنگاه X اندکی به سمت بنگاه Y می‌رود تا خریداران Y را بدست بیاورد. به همین ترتیب بنگاه y نیز اندکی به سمت X حرکت می‌کند تا این ضرر را جبران کند. این چرخه تا آنجا ادامه پیدا می‌کند که هر دو بنگاه به نقطهٔ مرکزی o برسند. در این نقطه هر دو بنگاه سود و تعداد مشتریان یکسانی کسب می‌کنند. این نتیجه به قانون هتلینگ معروف است.